# 100 mètres haies aux championnats du monde d'athlétisme 2001
Navigation
Séville 1999 Paris 2003
L'épreuve du 100 mètres haies des championnats du monde d'athlétisme 2001 s'est déroulée du 9 au 11 août 2001 au stade du Commonwealth d'Edmonton, au Canada. Elle est remportée par l'Américaine Anjanette Kirkland.

## Résultats

### Finale
| Rang               | Couloir | Athlète            | Pays       | Réaction    | Temps       | Notes |
| Rang               | Couloir | Athlète            | Pays       | en secondes | en secondes | Notes |
| ------------------ | ------- | ------------------ | ---------- | ----------- | ----------- | ----- |
| Médaille d'or      | 1       | Anjanette Kirkland | États-Unis | 0,123       | 12,42       | WL    |
| Médaille d'argent  | 6       | Gail Devers        | États-Unis | 0,136       | 12,54       | SB    |
| Médaille de bronze | 8       | Olga Shishigina    | Kazakhstan | 0,137       | 12,58       | SB    |
| 4                  | 3       | Svetla Dimitrova   | Bulgarie   | 0,153       | 12,58       | SB    |
| 5                  | 4       | Jenny Adams        | États-Unis | 0,148       | 12,63       | PB    |
| 6                  | 2       | Dionne Rose-Henley | Jamaïque   | 0,131       | 12,79       |       |
| 7                  | 5       | Linda Ferga        | France     | 0,196       | 12,80       |       |
| 8                  | 7       | Vonette Dixon      | Jamaïque   | 0,140       | 13,02       |       |

#### Légende des notes
Records et Performances
- AR : Record continental (area record)
- CR : Record des championnats (championship record)
- MR : Record du meeting (meet record)
- NR : Record national (national record)
- OR : Record olympique (olympic record)
- PR : Record paralympique (paralympic record)
- PB : Record personnel (personal best)
- SB : Meilleure performance personnelle de la saison (season's best)
- WL : Meilleure performance mondiale de l'année (world leader)
- WJR : Record du monde junior (world junior record)
- WR : Record du monde (world record)

Circonstances et Conditions
- DNF : N'a pas terminé (did not finish)
- DNS : N'a pas pris le départ (did not start)
- DQ : Disqualification (disqualification)
- NM : Aucun essai valable enregistré (No Mark)
- Q : Qualifié « directement » au prochain tour (ou à la prochaine compétition), lors d'une compétition majeure, grâce au classement ou à la réalisation des minima (automatic qualifier)
- q : Qualifié au prochain tour (ou à la prochaine compétition), lors d'une compétition majeure, grâce au repêchage ou à la réalisation de l'une des meilleures performances parmi celles des « non qualifiés directement » (grâce au meilleur temps ou à la meilleure distance par exemple) (secondary qualifier)